# حوزه انتخابیه نهم جورجیا
حوزه انتخابیه نهم جورجیا یک حوزه انتخابیه مجلس نمایندگان آمریکا است که در ایالت جورجیا قرار دارد.